# Bibio benesi
Bibio benesi är en tvåvingeart som beskrevs av Pecina 1962. Bibio benesi ingår i släktet Bibio och familjen hårmyggor.
Artens utbredningsområde är Slovakien. Inga underarter finns listade i Catalogue of Life.